# Нэстасе, Андрей Андреевич
Андре́й Андре́евич Нэста́се (рум. Andrei Năstase; род. 6 августа 1975, с. Мындрешты, Теленештский район, Молдавская ССР, СССР) — молдавский политический, государственный и общественный деятель. Вице-премьер-министр Республики Молдова, Министр внутренних дел Республики Молдова с 8 июня по 12 ноября 2019 (и. о. 12—14 ноября 2019).
Основатель партии Платформа «Достоинство и правда». Кандидат на пост Президента Республики Молдова на выборах 2020 года.

## Биография
В период с 1982 по 1992 год учился в школе села Мындрешты, с 1992 по 1993 год учился на историко-географическом факультете Университета Штефана чел Маре в Сучаве, Румыния, а с 1993 по 1997 год — на юридическом факультете Университета им. Иоанна Куза в Яссах, Румыния. С 1997 по 2000 год работал прокурором, а с 15 ноября 2002 года имеет лицензию адвоката. В начале 2015 года Нэстасе вместе со многими другими известными общественными деятелями основал Платформу «Достоинство и правда», также он был одним из лидеров протестов 2015—2016 годов в Республике Молдова.

## Политическая деятельность
В декабре 2015 года вместе с частью членов Платформы «Достоинство и правда» присоединился к Партии «Народная сила» (PFP), а на внеочередном съезде PFP от 13 декабря 2015 года партия была переименована в партию Платформа «Достоинство и правда», также был избран новый состав политсовета партии, а Андрей Нэстасе избирается председателем партии. Нэстасе известен в Республике Молдова как один из главных политических противников олигарха Владимира Плахотнюка и он даже бросал вызов Плахотнюку с предложением устроить публичные дебаты, но безуспешно.
На парламентских выборах 2019 года баллотировался в качестве кандидата Избирательного блока «ACUM Platforma DA și PAS» как по национальному списку, так и по одномандатному округу №33, и в одномандатном округе занял место №1, тем самым он стал депутатом по данному округу.
С 8 июня 2019 по 12 ноября 2019 года был вице-премьер-министром и министром внутренних дел Республики Молдова, став тем самым первым государственным деятелем, который совместил данные должности.
В июле 2020 года партия Платформа «Достоинство и правда» выдвинула Андрея Нэстасе кандидатом в президенты на предстоящих 1 ноября 2020 года всенародных выборах.

### Выборы генерального примара (мэра) Кишинёва (2018)
20 мая 2018 года вышел во второй тур досрочных выборов в Кишинёве вместе с Ионом Чебаном от ПСРМ, и одержал победу. Однако 19 июня 2018 года городской суд Кишинёва отменил результаты выборов. 21 июня решение об отмене было подтвеждено Апелляционной палатой Кишинёва (АП). 25 июня решение об отмене было подтверждено Высшей судебной палатой. 4 октября 2019 года Апелляционная палата Кишинёва приняла решение в пользу пересмотра дела, отменив решение, вынесенное 21 июня 2018 года Апелляционной палатой Кишинёва. 8 октября Апелляционная палата Кишинёва вынесло новое решение, согласно которому мандат генерального примара (мэра) муниципия Кишинёв Андрея Нэстасе признали действительным.

### Выборы генерального примара Кишинёва (2019)
На выборах 2019 года баллотировался в качестве кандидата Избирательного блока «ACUM Platforma DA și PAS» на должность генерального примара (мэра) муниципия Кишинёв. В первом туре, 20 октября 2019 года, Андрей Нэстасе набрал 31,08% голосов, а его соперник Ион Чебан - 40,19%. Во втором туре выборов, 3 ноября 2019 года, Андрей Нэстасе, хотя был уверен в своей победе, проиграл Иону Чебану.

### Выборы президента Республики Молдова (2020)
Был выдвинут кандидатом на выборы президента Республики Молдова Платформой «Достоинство и правда». Набрал в первом туре 43 925 голосов избирателей (3,26% от общего числа проголосовавших).
Несмотря на соответствие результатов большинству социологических опросов, предвещавших голосование, призывал наиболее популярного проевропейского политика Майи Санду снять свою кандидатуру в его пользу. Однако Санду отказала политику, обещав поддержку только в случае его победы в первом туре.
По мнению отдельных молдавских журналистов, именно отказ Майи Санду поддержать кандидатуру Нэстасе на выборах президента стал первопричиной распада проевропейской коалиции в стране. Окончательно же разногласия между политиками усилились после решения Санду выдвинуть кандидатом в премьеры Наталью Гаврилицу, несмотря на инициативу Нэстасе сформировать правительство.

## Семья
Андрей Нэстасе женат, имеет троих детей. Его брат, Василий Нэстасе, является журналистом и бывшим депутатом Парламента Республики Молдова первого созыва, одним из людей, подписавших Декларацию о независимости Республики Молдова. Василий был также одним из лидеров Платформы «Достоинство и правда».

## Критика
Как правозащитник, Нэстасе стал известен, представляя интересы различных местных и иностранных инвесторов в государственных и международных судах, так например, он был адвокатом немецкой компании Унистар, а также представлял интересы бизнесменов Виорела и Виктора Цопа. Последнее вызвала значительную волну критики, так как, бизнесмены были осуждены судом за шантаж, растраты, отмывание денег и подделку документов, благодаря чему, Нэстасе прозвали «Человеком Цоп». Другая порочащая Нэстасе информация связана с его отношениями с Юрием Рошкой, на тот момент, когда Рошка сотрудничал с Партией Коммунистов Республики Молдова (ПКРМ), которая представляла собой в то время партию власти, и в частности, связи последнего с оффшорными кампаниями, благодаря которым, согласно журналистским расследованиям, его семья финансово обогатилась.
Согласно некоторым журналистским расследованиям Фонд Открытый Диалог, возглавляемый активисткой Людмилой Козловской и основанный казахстанским бизнесменом и политиком Мухтаром Аблязовым якобы занимался лоббированием интересов Нэстасе и Майи Санду в Европе. Журналисты обвинили политиков в том, что они якобы получали финансирование и не декларировали его согласно существующим юридическим требованиям.
Согласно утверждениям лидера Либеральной партии, Дорина Киртоакэ, Нэстасе нанёс Республике Молдова ущерб в размере 7 миллионов евро, имея ввиду причастность Андрея Нэстасе к приватизации госпредприятия Air Moldova , благодаря чему, немецкая кампания Унистар Вентурес, предположительно возглавляемая Виктором Цопой, получила 49% акций предприятия.
По предложению Андрея Нэстасе, назначенного на должность министра внутренних дел Республики Молдова, Георгий Балан, был назначен на должность и.о. начальника Главного Управления Полиции. На первом же заседании нового правительства, Александр Пынзарь, был уволен с данной должности. Позже, Андрей Нэстасе, представил нового начальника ГУП, который ранее призывал своих подчинённых присоединится к нему в парламенте.. Затем, несколько медиа агентств отметили тот факт, что Андрей Нэстасе и Георгий Балан находятся в родстве (являются кумовьями) и что данный факт, может трактоваться, как не что иное, как конфликт интересов.  Георгий Балан признал тот факт, что он и Андрей Нэстасе кумовья. Новоиспеченный министр внутренних дел Республики Молдова заявил журналистам «что его кумовство с  Баланом не имеет ничего общего с должностью последнего, в качестве начальника ГУП и вскоре, будет проведен конкурс на существующую вакантную должность.»
21 февраля 2019 года Андрей Нэстасе и кандидаты Избирательного блока «ACUM Platforma DA și PAS», как на государственном, так и в отдельных избирательных округах, публично подписали документ, согласно которому обязуются после парламентских выборов 24 февраля 2019 года, не вступать в коалицию с Партией социалистов Республики Молдова (ПСРМ), Демократической партией Молдовы (ДПМ) и «Шор» и в случае нарушения данного обещания, они обязуются отказаться от должности депутата Парламента.